# Catla catla
Gibelion catla (Hamilton, 1822), conosciuta come carpa asiatica è un pesce osseo d'acqua dolce della famiglia Cyprinidae. Si tratta dell'unica specie del genere Catla.

## Distribuzione e habitat
È distribuito nell'Asia meridionale tra il Pakistan e la Birmania, attraversando il Nepal e il nord dell'India.
È stato introdotto in varie parti dell'Asia (compresi lo Sri Lanka e l'India peninsulare dove non è autoctono) e nell'isola di Mauritius. Viene considerato invasivo in alcuni ambienti.
Vive in ambienti acquatici a scarsa corrente come laghi, stagni e fiumi lenti. La riproduzione avviene solo nei fiumi. Non tollera temperature inferiori a 14 °C.

## Descrizione
Ciprinide dal corpo alto e leggermente compresso ai lati, caratterizzato dalla testa molto grande e massiccia, dalla bocca ampia rivolta verso l'alto e dalla mandibola robusta e sporgente. Gli occhi sono grandi. Non ci sono barbigli, il labbro superiore è assente, quello inferiore molto spesso. Scaglie grandi e vistose. La pinna dorsale è inserita in posizione leggermente anteriore rispetto alle pinne ventrali; pinna anale breve. Le pinne pettorali sono ampie e raggiungono le ventrali. La pinna caudale è biloba, con lobi arrotondati. Colore grigiastro sul dorso e bianco argenteo sul ventre. Pinne scure.
La taglia massima nota è di 182 cm per oltre 38 kg.

## Biologia

### Alimentazione
Si nutre esclusivamente in superficie e negli strati superiori della colonna d'acqua. È una specie onnivora ma la maggior parte della dieta è composta da zooplancton, soprattutto crostacei, rotiferi, insetti e protozoi, alghe e detrito vegetale. Anche gli stadi giovanili sono planctofagi.

### Riproduzione
Per la riproduzione gli individui migrano verso la parte alta del corso dei fiumi durante la stagione dei monsoni. Le uova vengono deposte sul fondo ma dopo poco tempo iniziano a galleggiare e vengono trasportate dalla corrente. Gli avannotti e i giovanili vivono in superficie come gli adulti. La maturità sessuale è raggiunta al secondo anno di età. Durante il primo anno di vita può raggiungere 1,2 kg di peso.

## Pesca

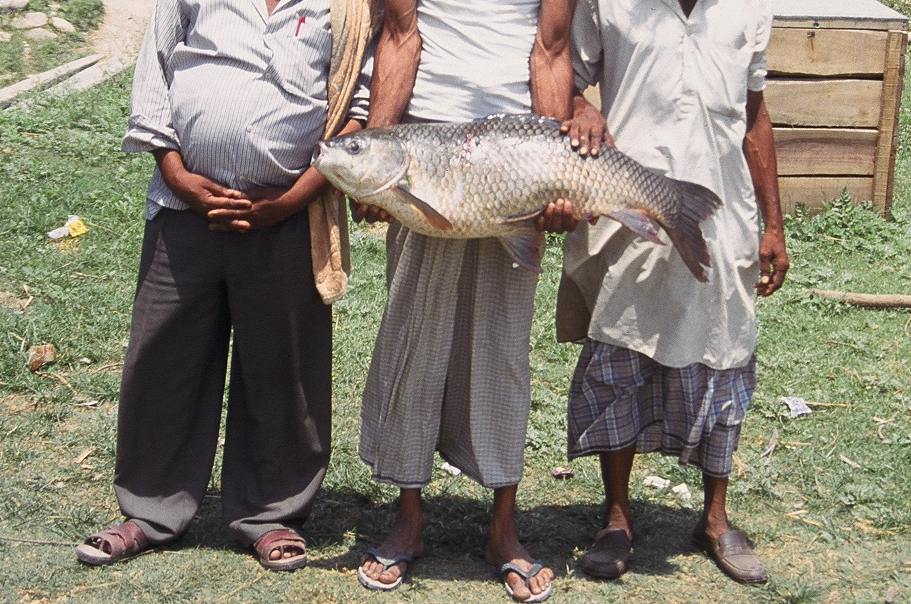
Esemplare di Catla catla pescato in India

Si tratta di una specie importantissima per la pesca commerciale d'acqua dolce e l'acquacoltura dell'India e del Bangladesh. Viene spesso allevata in stagni con altre specie di ciprinidi con cui non c'è competizione poiché Catla catla si nutre in superficie. È oggetto anche di pesca sportiva. Dato che la riproduzione avviene solo nei fiumi si ricorre all'induzione ormonale nell'allevamento in stagni o alla raccolta di uova e giovanili in natura.

## Conservazione
Si tratta di una specie molto comune in tutto l'areale, introdotta inoltre in numerose aree. Non è attualmente considerata a rischio di estinzione dalla IUCN.